# مهدي جاسم
مهدي جاسم (4 آذار مارس 1956) هو لاعب كرة قدم عراقي سابق، لعب للمنتخب العراقي في بطولة العالم للشباب عام 1977 ودورة الألعاب العربية لعام 1985. لعب للمنتخب الوطني بين عامي 1980 و1986.

## الإحصائيات
| رقم | تاريخ        | مكان             | الخصم  | نتيجة | نتيجة | منافسة               |
| --- | ------------ | ---------------- | ------ | ----- | ----- | -------------------- |
| 1.  | 16 مارس 1980 | ملعب الشعب بغداد | الأردن | 1 –0  | 1–0   | تصفيات أولمبياد 1980 |